# 凯罗尔
凯罗尔（法語：Cayrols）是法国康塔尔省的一个市镇，属于歐里亞克區（Aurillac）圣马梅拉萨尔韦塔县（Saint-Mamet-la-Salvetat）。该市镇总面积9.22平方公里，2009年时的人口为294人。

## 人口
凯罗尔人口变化图示
| 数据来源：INSEE |